# 虎島和夫
虎島 和夫（とらしま かずお、1928年〈昭和3年〉1月6日 - 2005年〈平成17年〉11月1日）は、日本の政治家。位階は従三位。勲等は旭日大綬章。
長崎県福江市議会議員（3期）、同市議会議長、長崎県議会議員（5期）、同県議会議長（第46代）、衆議院議員、防衛庁長官（第64代）などを歴任した。

## 経歴
- 1928年（昭和3年）1月6日 - 長崎県福江市（現・五島市）で誕生。
- 1945年（昭和20年）3月 - 旧制・長崎県立五島中学校（長崎県立五島高等学校の前身）を卒業（17歳）。
- 1946年（昭和21年）- 九州電力に入社（18歳）。
- 1954年（昭和29年）- 福江市議会議員選挙に立候補し当選（26歳）。以降3期務める。
- 1962年（昭和37年）- 福江市議会議長に就任。（34歳）
- 1967年（昭和42年）4月15日 - 長崎県議会議員選挙に立候補し当選（39歳）。以降5期務める。
- 1983年（昭和58年）5月13日 - 第46代長崎県議会議長に就任（55歳）。
  - 自民党長崎県連幹事長などを歴任。
- 1986年（昭和61年）7月6日 - 第38回衆議院議員総選挙に旧長崎県第2区から自民党公認で立候補し当選（58歳）。
  - 以降5回連続当選。
  - 自民党では、安倍晋太郎－三塚博－森喜朗派（清和会）に所属。自民党副幹事長、総務政務次官などを歴任。
  - 衆議院議員在任中、統一協会系のNPO日韓トンネル研究会九州支部顧問を務めた。
- 2000年（平成12年）7月～12月 - 第2次森内閣で防衛庁長官を務める（72歳）。
- 2003年（平成15年）10月 - 第43回衆議院議員総選挙に立候補せず、政界から引退（75歳）。
- 2005年（平成17年）11月1日 - 肺がんのため、長崎大学医学部・歯学部附属病院で死去。77歳没。死没日付をもって従三位に叙され、旭日大綬章を追贈された。